# Монтегю, Джон, 5-й граф Сэндвич
Джон Монтегю, 5-й граф Сэндвич (англ. John Montagu, 5th Earl of Sandwich; 26 января 1744 — 6 июня 1814) — британский пэр и политик. Он носил титул учтивости — виконт Хинчингбрук с 1744 по 1792 год.

## Происхождение и образование
Родился 26 января 1744 года. Старший сын Джона Монтегю, 4-го графа Сэндвича (1744—1814), и достопочтенной Дороти Фейн (1716/1717 — 1797), третьей выжившей дочери Чарльза Фейна, 1-го виконта Фейна. Он получил образование в Итонском колледже.
В 1761 году 17-летний Джон Монтегю поступил на службу в 3-й пехотный полк в чине капитана.

## Политическая карьера
Виконт Хинчингбрук заседал в Палате общин Великобритании от Брэкли (1765—1768) и Хантингдоншира (1768—1792).
30 апреля 1792 года после смерти своего отца 5-го графа Сэндвича (Пэрство Англии), 5-го виконта Хинчингбрука в графстве Хантингдоншир (Пэрство Англии) и 5-го барона Монтегю из Сент-Неотса в графстве Хантингдоншир (Пэрство Англии).
Вице-камергер королевского двора (1771—1782), мастер гончих (1783—1806) и генеральный почтмейстер совместно с графом Чичестером (1807—1814). Член Тайного совета Великобритании с 1771 года.

## Семья
Лорд Сэндвич был дважды женат. 8 марта 1766 года он женился в первый раз на своей дальней кузине леди Элизабет Монтегю-Данк (? — 1 июля 1768), единственной дочери Джорджа Монтегю-Данка, 2-го графа Галифакса, и Энн Ричардс. Дети от первого брака:
- Каролина Монтегю (? — июль 1782)[2]
- Достопочтенный Джон Джордж Монтегю (3 апреля 1767 — 29 ноября 1790)[2]

25 апреля 1772 года он женился вторым браком на леди Мэри Поулетт (? — 30 марта 1779), дочери адмирала Гарри Паулета, 6-го герцога Болтона. Дети от второго брака:
- Джордж Джон Монтегю, 6-й граф Сэндвич (4 февраля 1773 — 21 мая 1818 года)[2], женился на леди Луизе Лоури-Корри, дочери Армара Лоури-Корри, 1-го графа Белмора
- Достопочтенный Фрэнсис Чарльз Монтегю, умер неженатым[2]
- Леди Мэри Монтегю (27 февраля 1774 — 4 октября 1824)[2], вышла замуж в 1796 году за Джона Генри Аптона, 1-го виконта Темплтауна
- Леди Генриетта Сюзанна Монтегю (9 августа 1777 — 19 ноября 1825)[2], в 1798 году она вышла замуж за подполковника сэра Уильяма Джеймса из Дорсета, сына подполковника сэра Чарльза Гамильтона Джеймса (сына Чарльза Гамильтона (титулованного графом д’Арраном во Франции), незаконнорожденного сына Джеймса Гамильтона, 4-го герцога Гамильтона, и его любовницы леди Барбары Фицрой) от его жены Кэтрин Напье, дочери сэра Джеррарда Напье, 5-го баронета[4][5].

Лорд Сэндвич скончался в июне 1814 года в возрасте 70 лет, и ему наследовал его старший сын от второй жены, Джордж.
У лорда Сэндвича также было двое внебрачных детей: дочь Гарриет Монтегю (? — 1823), которая вышла замуж за Джеймса Гранта, и сын Уильям Огастес Монтегю (1785—1852), который дослужился до звания вице-адмирала в Королевском флоте.